# Svein Roald Hansen

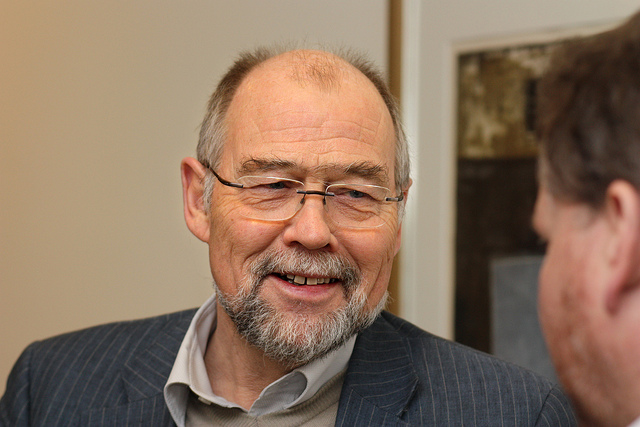
Svein Roald Hansen, 2012

Svein Roald Hansen (* 20. August 1949 in Fredrikstad) ist ein norwegischer Journalist  und Politiker der sozialdemokratischen Arbeiderpartiet (Ap). Von Januar 1992 bis August 1995 war er Staatssekretär, von 1995 bis 1999 der Bürgermeister von Fredrikstad und von 2001 bis 2021 war er Abgeordneter im Storting.

## Leben
Nach dem Abschluss der Schule studierte Hansen von 1969 bis 1971 Geschichte und Staatswissenschaft an der Universität Oslo. Anschließend war er als Journalist für NTB und das Oppland Arbeiderblad tätig. Im Jahr 1978 stieg er zum Redaktionschef bei der Zeitung Demokraten auf, wo er bis 1982 blieb. In dieser Zeit schrieb er auch zwei Bücher. Nach seiner Station bei Demokraten wechselte er zur A-pressen. Hansen war in dieser Zeit lokalpolitisch aktiv und von 1983 bis 1993 Mitglied im Kommunalparlament von Borge, einem heutigen Stadtteil von Fredrikstad.

### Staatssekretär und Bürgermeister
Als Berater von Gro Harlem Brundtland war er in den Jahren 1983 bis 1986 tätig. Von Mai 1986 bis Oktober 1989 arbeitete er unter Ministerpräsidentin Brundtland als persönlicher Berater in der Staatskanzlei (Statsministerens kontor). Von 1990 bis 1992 war er erneut als Redakteur tätig. Am 10. Januar 1992 wurde er zum Staatssekretär in der norwegischen Staatskanzlei ernannt und er übte das Amt bis zum 4. August 1995 aus. Hansen, der ab 1993 Mitglied im Kommunalparlament von Fredrikstad war, wurde daraufhin Bürgermeister der Gemeinde. In den Jahren 1999 bis 2015 war er erneut einfaches Mitglied im Stadtrat. Zwischen 2003 und 2009 stand er der pro-europäischen Europabevegelsen i Norge vor.

### Storting-Abgeordneter
Bei der Parlamentswahl 2001 zog Hansen erstmals in das norwegische Nationalparlament Storting ein. Dort vertrat er den Wahlkreis Østfold. In seiner ersten Legislaturperiode war er Mitglied im Finanzausschuss, nach der Wahl 2005 wechselte er in den Kontroll- und Verfassungsausschuss, wo er als zweiter stellvertretender Vorsitzender fungierte. Hansen wurde zudem Mitglied im Fraktionsvorstand der Arbeiderpartiet-Gruppierung, wo er bis September 2013 verblieb. In der Zeit zwischen Oktober 2009 und Oktober 2013 war er schließlich erster stellvertretender Vorsitzender des Außen- und Verteidigungsausschusses, nach der Parlamentswahl 2013 wurde er wieder einfaches Mitglied. Während dieser Zeit war er außerdem der dritte Vizepräsident des Stortings. Im Oktober 2017 wurde er Mitglied im Arbeits- und Sozialausschuss, im Januar 2018 ging er innerhalb der Legislaturperiode in den Finanzausschuss über.
Im Mai 2020 kündigte er an, bei der Stortingswahl 2021 nicht erneut für einen Sitz im Parlament kandidieren zu wollen. Er schied in der Folge im Herbst 2021 aus dem Storting aus.

## Werke
- 1979: Nedrusting, visjon og mulighet
- 1983: Atomvåpen for alle?